# Constant de temps

Constant de temps RC típica de càrrega d'un condensador:

En física i enginyeria, la constant de temps, normalment denotada amb la lletra grega τ (tau), és el paràmetre que caracteritza la resposta a una entrada de pas d'un sistema lineal invariant en el temps (LTI) de primer ordre. La constant de temps és la unitat característica principal d'un sistema LTI de primer ordre.
En el domini del temps, l'opció habitual per explorar la resposta temporal és a través de la resposta de pas a una entrada de pas o la resposta d'impuls a una entrada de funció delta de Dirac. En el domini de la freqüència (per exemple, mirant la transformada de Fourier de la resposta escalonada, o utilitzant una entrada que és una funció sinusoïdal simple del temps), la constant de temps també determina l'amplada de banda d'un sistema invariant en el temps de primer ordre, és a dir, la freqüència a la qual la potència del senyal de sortida cau a la meitat del valor que té a les freqüències baixes.
La constant de temps també s'utilitza per caracteritzar la resposta en freqüència de diversos sistemes de processament de senyal – cintes magnètiques, transmissors i receptors de ràdio, equips de tall i reproducció de registres i filtres digitals – que es poden modelar o aproximar mitjançant sistemes LTI de primer ordre. Altres exemples inclouen la constant de temps utilitzada en sistemes de control per a controladors d'acció integral i derivada, que sovint són pneumàtics, més que elèctrics.
Les constants de temps són una característica de l'anàlisi del sistema concentrat (mètode d'anàlisi de capacitat concentrada) per als sistemes tèrmics, que s'utilitzen quan els objectes es refreden o s'escalfen uniformement sota la influència del refredament o escalfament convectiu.
Físicament, la constant de temps representa el temps transcorregut necessari perquè la resposta del sistema decaigui fins a zero si el sistema hagués continuat decaint a la velocitat inicial, a causa del canvi progressiu en la taxa de decadència, la resposta haurà disminuït en valor fins a 1 / e ≈ 36.8% en aquest temps (per exemple, a partir d'una disminució escalonada). En un sistema creixent, la constant de temps és el temps en què la resposta de pas del sistema arriba a 1 − 1 / e ≈ 63.2% del seu valor final (asimptòtic) (per exemple, d'un augment de pas). En la desintegració radioactiva, la constant de temps està relacionada amb la constant de desintegració (λ), i representa tant la vida mitjana d'un sistema en descomposició (com un àtom) abans que es desintegra, com el temps que triga a tots els àtoms menys el 36,8% decaure. Per aquest motiu, la constant de temps és més llarga que la semivida, que és el temps en què només el 50% dels àtoms es desintegra.
Exemples:
En un circuit RL compost per una sola resistència i inductor, la constant de temps (en segons) és {\displaystyle \tau ={\frac {L}{R}}} on R és la resistència (en ohms) i L és la inductància (en henrys).
De la mateixa manera, en un circuit RC compost per una sola resistència i un condensador, la constant de temps {\displaystyle \tau } (en segons) és: {\displaystyle \tau =RC} on R és la resistència (en ohms) i C és la capacitat (en farads).